# Siccia cingalesa
Siccia cingalesa là một loài bướm đêm thuộc phân họ Arctiinae, họ Erebidae.